# Filipe Oliveira
Filipe Santos Oliveira (ur. 21 kwietnia 1994 w Leirii) – portugalski piłkarz grający na pozycji pomocnika.

## Kariera piłkarska

### Kariera klubowa i młodzieżowa
Urodzony w Leirii Oliveira w 2007 roku został zawodnikiem młodzieżowej drużyny União Leiria. 21 kwietnia 2012 zadebiutował w drużynie seniorów, wchodząc na boisko z ławki rezerwowych w 78 minucie przegranego 2–3 meczu przeciwko Vitórii SC. Pod koniec maja 2012 roku Oliveira został zaproszony na okres próbny przez AFC Ajax.
Latem 2012 roku Oliveira podpisał kontrakt z Benficą Lizbona. Z drużyną zdobył mistrzostwo kraju juniorów. Ponadto siedział na ławce rezerwowych podczas trzech meczów LigaPro.
23 lipca 2013 Oliveira został zawodnikiem grającej w LigaPro drużyny rezerw CS Marítimo. Łącznie strzelił 2 gole w 31 meczach. 20 sierpnia 2017 zadebiutował w pierwszym zespole w wygranym 1–0 meczu przeciwko Boaviście. 3 stycznia 2018 w przegranym 1–2 meczu przeciwko GD Chaves zdobył swojego pierwszego gola w Primeira Lidze.
8 lipca 2018 został zawodnikiem FC Famalicão. 1 lipca 2019 dołączył do UD Vilafranquense. 14 stycznia 2021 podpisał dwuletni kontrakt z opcją przedłużenia na kolejny sezon z Koroną Kielce.

### Kariera reprezentacyjna
Oliveira reprezentował Portugalię w klasach wiekowych U-18, U-19 i U-20.